# VVL (технология)
VVL (англ. Variable Valve Lift — «переменный подъём клапанов») — технология изменения высоты подъёма клапанов в двигателях внутреннего сгорания (ДВС). Позволяет динамически регулировать степень открытия впускных и/или выпускных клапанов в зависимости от режима работы двигателя, что повышает эффективность, мощность и экологичность.

## Принцип работы
В традиционных ДВС высота подъёма клапанов фиксирована, что ограничивает оптимальную работу на разных оборотах. VVL-системы используют механические, гидравлические или электромагнитные механизмы для изменения хода клапанов:
- На низких оборотах уменьшенный подъём улучшает стабильность работы и экономичность.
- На высоких оборотах увеличенный подъём обеспечивает лучшую наполняемость цилиндров, повышая мощность.

## Преимущества
1. Улучшенная топливная экономичность (до 5–10% в сравнении с обычными ДВС).
2. Снижение выбросов за счёт оптимизации процессов сгорания.
3. Гибкость управления — адаптация к нагрузкам без потери динамики.

## Разновидности
- Механические системы:

```
VTEC
 (
Honda
), 

Nissan VVL
, 

BMW Valvetronic
.
```

- Электромагнитные системы:

```
FreeValve
 (
Koenigsegg
).
```

- Гибридные решения (сочетание гидравлики и электроники).

## Применение
VVL используется в автомобилях премиум-сегмента, спортивных моделях и современных экологичных ДВС. Примеры:
- Nissan SR16VE (система N-VCT),
- Toyota VVT-i (модификация VVT-iE с электронным управлением),
- Audi Valvelift в линейке TFSI.

## История
Первые массовые системы появились в 1980–1990-х:
- 1989 год — дебют VTEC (Honda).
- 2000-е годы — интеграция с фазовыми регуляторами (VVT), например, Dual VVT-i у Toyota.

## Критика
Основные недостатки:
- Сложность конструкции,
- Высокая стоимость ремонта,
- Чувствительность к качеству моторного масла.